# ソトゥニャシ放送局またたび
「Z/X -Zillions of enemy X- NF DramaCD (11)「ソトゥニャシ放送局またたび」」は、ブロッコリー発売のトレーディングカードゲーム、Z/X（ゼクス）11枚目のドラマCD。2017年3月12日に発売された。

## ストーリー
「ソトゥミサ放送局 R 」 の魂を受け継ぐ続編が、パーソナリティを一新してここに誕生。
ひょんなことから天使の羽根が生えてしまった黒の世界の魔人ソリトゥス（CV.水瀬いのり）の 「夢をリンクする能力」 を借り、にゃんこ大好き白の世界のゼクス使いニーナ・シトリー（CV. 久野美咲）が、アシスタントのケット・シー、メインクーン（CV. 村川梨衣）とお送りするトーク番組 「ソトゥニャシ放送局」をペンドラゴン使徒教会の知名度を高めるための番組を開始する。
今宵迎えるスペシャルゲストは、ニーナが日本を訪問する際に知り合った怪しいじーさん、イリューダ・オロンド（CV. 小山力也）。
さらには３人のエンジェルも登場タイミングを伺っていて……天使と猫にまみれた電波放送まもなく解禁。

## 収録内容
1. ドラマパート『じーさん何者ですにゃ？』 [58:51] 
出演 :ソリトゥス（CV.水瀬いのり）
ニーナ・シトリー（CV. 久野美咲）
メインクーン（CV. 村川梨衣）
イリューダ・オロンド（CV. 小山力也）
ムリエル（CV. 新田恵海）
ハナエル（CV.星谷美緒）
バキエル（CV. 春村奈々）
2. Won't you come with me now ? [4:27] 
歌 : ニーナ・シトリー（CV. 久野美咲）with ハナエル（CV. 星谷美緒）&バキエル（CV. 春村奈々）
作詞 / 作曲 / 編曲 : 真鍋旺嵩、吹野クワガタ、中沢昭宏

## 封入特典
ゼクス エクストラカード「神憑る猫の手メインクーン」 2枚